# Quatrième concile de Constantinople (Église orthodoxe)
Ne doit pas être confondu avec Quatrième concile de Constantinople (Église catholique).
 Le quatrième concile de Constantinople ou concile photien est un concile qui a eu lieu en 879–880 et est considéré comme un concile œcuménique par certains membres de l'Église orthodoxe. Il confirme la réintégration de Photios en tant que patriarche de Constantinople, lance l'anathème contre ceux qui modifient le symbole de foi et annule le Concile de 869.
Ce concile est accepté par certains chrétiens orthodoxes comme ayant l'autorité d'un concile œcuménique ; ces derniers l'appellent parfois le huitième concile œcuménique,.

## Contexte
Le Concile règle le différend qui avait éclaté après la déposition d'Ignace comme patriarche de Constantinople en 858. Ignace, lui-même nommé à sa fonction d'une manière non canonique, s'oppose au César Bardas, qui a destitué la régente Théodora. En réponse, le neveu de Bardas, le jeune empereur Michel III, orchestre la déposition et le confinement d'Ignace sous l'accusation de trahison, sans qu'il ne soit très clair si cette accusation a de réels fondements,. Il abdique et signe un serment de ne pas chercher à provoquer le trouble dans l'Église. 
Pour concilier les factions qui s'opposent, on choisit Photios, un savant renommé et parent de Bardas comme successeur. La déposition d'Ignace sans procès ecclésiastique formel et la promotion soudaine de Photius provoquent un scandale dans une partie de l'Eglise, trois évêques refusent son élévation, mais certains historiens considèrent qu'il s'agit sans doute plutôt du fait qu'il soit consacré, entre autres, par Grégoire Asbestas, l'évêque qui dirige alors la faction modérée ou libérale, ce qui explique pourquoi les trois évêques en question sont proches des cercles intransigeants des moines stoudites.
La mise à l'écart d'Ignace et l'élévation de Photios au patriarcat font l'objet du concile Prime-second réuni à Constantinople d'avril à septembre 861 aux conclusions duquel les légats du pape Nicolas Ier souscrivent avant que ce dernier ne les désavoue, refusant de reconnaitre Photios. Le pape Nicolas Ier défend alors la cause d'Ignace tout en demandant la restitution du territoire de Sicile en échange de son calme, et condamne l'élection de Photius comme non canonique. Devant le refus de Photius de lui rendre l'évêché de Sicile, le pape Nicolas organise en 863 un synode à Rome, il dépose Photius et renomme Ignace en tant que patriarche légitime. Cependant, Photius, face à cette condamnation qui ne peut venir d'un autre patriarche, réunit à son tour un Concile en 867 et fait excommunier Nicolas Ier pour hérésie en retour.
Cet état de choses change  lorsque les patrons de Photius, Bardas et l'empereur Michel III, sont assassinés en 866 et 867, par Basile Ier, qui usurpe le trône. Photios lui refuse la communion en public en l'accusant d'être un meurtrier. Cela suffit à attirer l'ire de l'empereur sur lui. Photius est démis de ses fonctions et banni vers la fin du mois de septembre 867, et Ignace réintégré le 23 novembre. Photius est ensuite condamné par un concile tenu à Constantinople du 5 octobre 869 au 28 février 870. Ses biens sont confisqués, il est exilé sur les routes et doit marcher sous la surveillance de gardes.

## Concile
Touché par certaines lettres de Photius et des demandes instantes à la paix dans l'Eglise, l'empereur décide de rappeler l'exilé à Constantinople. Photius fait profil bas, il visite Ignace et lie même des liens d'amitié avec celui qui fut son ennemi, il demeure un de ses proches jusqu'à sa mort. Après la mort d'Ignace en 877, Photius est élu patriarche de Constantinople a l'unanimité de nouveau. Entre-temps, les papes Nicolas et Adrien II sont morts et sont remplacés par un jeune pape, Jean VIII, bien plus favorable à Constantinople et à la conciliation. Lui et Photius échangent une correspondance amicale et conviennent de demander à l'empereur un nouveau Concile, pour annuler celui de 869 et interdire de nouveau la modification du Symbole.
Un autre concile est alors convoqué en 879, à Constantinople, comprenant les représentants des cinq patriarcats, y compris celui de Rome (au total 383 évêques). Les légats de Rome ont des instructions claires, contenues dans un commonitorium donné à leur usage par le pape Jean VIII, accepter la réinstallation sur son trône de Photius, interdire la modification du Symbole de Foi, abroger le Concile de 869 mais demander en contrepartie la Bulgarie dans la juridiction du patriarche de Rome. Dvornik dit : « Il fut lu devant les Pères du Concile à la fin de la Quatrième session, nous n'en possédons pas l'original latin [...] son paragraphe 10 ordonnait aux légats de déclarer la suppression du VIIIème Concile (869). », La version lue de Jean VIII au Concile dit : « Nous définissons tous les Conciles de Rome et celui de Constantinople tenus sous le bienheureux pape Adrien contre le très saint Photius étant damnés et abrogés, nous ne les comptons pas parmi les saints synodes ni ne les recensons parmi eux, ni ne les appelons ou nommons tous comme des synodes. »  

### Anathème
Le Concile condamne l'ajout du Filioque au Symbole de Nicée-Constantinople, un ajout rejeté à l'époque à Rome : « Le Credo (sans le filioque) a été lu et une condamnation prononcée contre ceux qui imposent leurs propres propos hérétiques [ἰδίας εὑρεσιολογίαις] et mettent cela en avant comme une doctrine commune aux fidèles ou à ceux qui reviennent des hérésies et affichent l'audace de falsifier complètement [κατακιβδηλεῦσαι άποθρασυνθείη] l'ancienneté de cette Profession de Foi (Horos) sacrée et vénérable avec des mots, des additions ou soustractions illégitimes. » L'anathème est lancé par tous les évêques mais aussi les légats de Jérusalem qui s'écrient : « Anathème à celui qui ne confesse pas le Symbole commun. » Les chrétiens orthodoxes affirment qu'ainsi le concile a condamné non seulement l'ajout de la clause du filioque à la croyance, mais a également dénoncé la clause comme hérétique (une opinion fortement adoptée par Photius dans ses polémiques contre Rome) ; tandis que les catholiques romains séparent les deux et insistent sur l'orthodoxie théologique de la clause. Selon l'historien Philip Schaff, « Aux actes grecs s'ajoute ensuite une (prétendue) lettre du Pape Jean VIII à Photius, déclarant le Filioque comme un ajout qui est rejeté par l'église de Rome, un blasphème qui doit être aboli calmement et par degrés et un crime similaire à celui de Judas. »

## Confirmation et réception ultérieure
Le légat de Rome, Paul d'Ancône signe en déclarant qu'il consent en tout à ce qui a été exprimé, qu'il anathématise et rejette le Concile de 869 et ne le compte pas au nombre des saints Conciles,. Selon François Dvornik, en recevant les Actes du Concile, Jean VIII les recevra le jour-même et acceptera la sentence de celui-ci. Cependant, Daniel Stiernon argue que Jean VIII n'accepta jamais ce concile. La grande majorité des historiens modernes se range cependant derrière l'avis de François Dvornik qui défendait le fait que ce Concile a été accepté par Jean VIII, notamment en analysant le commonitorium de ce dernier présenté au concile, où il anathématisait le concile de 869,.
Le schisme photien (863–867) qui a conduit aux Conciles de 869 et 879 représente une rupture entre l'Est et l'Ouest. Alors que les sept précédents conciles œcuméniques sont reconnus comme œcuméniques et faisant autorité tant à l'Est qu'à l'Ouest, de nombreux chrétiens orthodoxes reconnaissent le concile de 879 comme le huitième concile œcuménique puisqu'il a annulé le précédent. Ce concile est appelé œcuménique dans l'Encyclique des patriarches orientaux de 1848 (en). Cependant, l'Église catholique romaine reconnaît le concile de 869 comme le huitième concile œcuménique depuis la fin du XIe siècle et ne place pas le concile de 879 parmi les conciles œcuméniques, bien qu'il soit accepté par un pape.